# San Marino op het Eurovisiesongfestival 2024

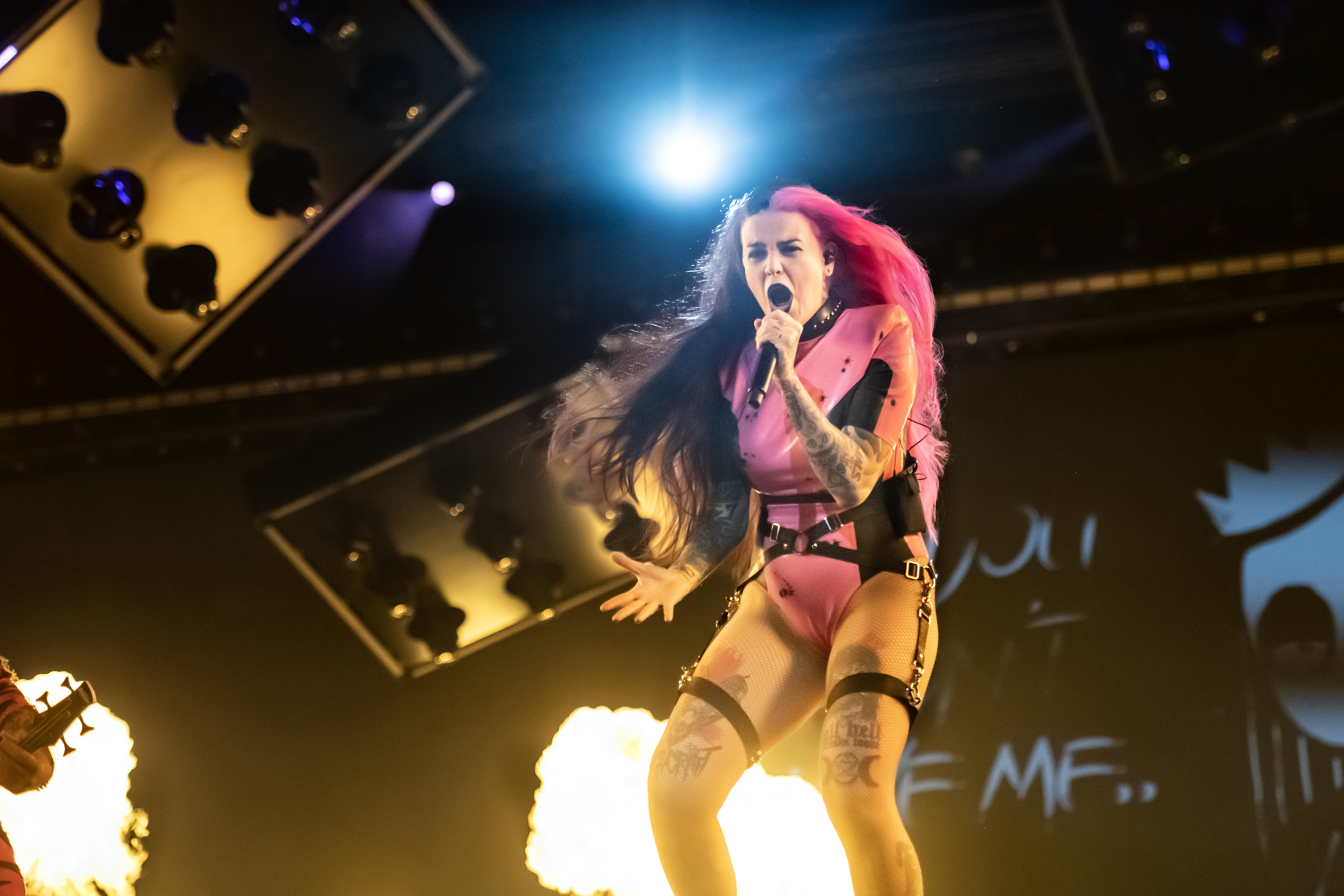
Megara tijdens de tweede halve finale in Malmö.

San Marino nam deel aan het Eurovisiesongfestival 2024 in Malmö, Zweden. Het was de veertiende deelname van het land op het Eurovisiesongfestival. Omroep SMRTV was verantwoordelijk voor de San Marinese bijdrage voor de editie van 2024.

## Selectieprocedure
Net als de afgelopen twee jaar werd Una Voce Per San Marino wederom ingezet om de San Marinese songfestivalact te selecteren. Voorafgaand vonden er audities plaats waaruit 129 kandidaten waren geselecteerd voor de halve finales. Negen kandidaten waren al zeker van een finaleplaats. Die namen werden op 19 februari vrijgegeven tijdens een persconferentie In Milaan. De negen zijn: Aaron Sibley, Aime Atkinson, Jalisse, La Rua, Marcella Bella, Pago, Wlady, Corona, Ice MC: DJ Jad en Loredana Bertè. Ook Dana Gillespie is finalist. Zij won een wedstrijd waarbij nummers op basis van AI werden geschreven. Daarna werd het lied nog door Gillespie zelf onder handen genomen. Uit de halve finales komen nog acht kandidaten, waardoor de finale in totaal 17 kandidaten telt. 
De finale vond plaats op 24 februari en werd gewonnen door de Spaanse groep Megara met 11:11. De band klopte de huizenhoge favoriet Loredana Bertè die als tweede eindigde met haar lied Pazza, Berté werd met hetzelfde nummer eerder nog zevende bij het San Remo festival.

### Una Voce Per San Marino 2024
| Plaats | Artiest                          | Lied                  |
| ------ | -------------------------------- | --------------------- |
| 1      | Megara                           | "11:11"               |
| 2      | Loredana Bertè                   | "Pazza"               |
| 3      | La Rua                           | "Governo del cuore"   |
| 4      | Aimie Atkinson                   | "A Dare for Love"     |
| 5      | Booom!                           | "Dance like this"     |
| 6      | Marcella Bella                   | "Chi siamo davvero"   |
| 7      | Dana Gillespie                   | "The Last Polar Bear" |
| 8      | XGiove                           | "Nostalgia"           |
| 9      | Mate                             | "Big Mama"            |
| 10     | Jalisse                          | "Il paradiso è qui"   |
| 11     | Masala and Foresta               | "Paranoia"            |
| 12     | Daudia                           | "With you"            |
| 13     | Aaron Sibley                     | "Human"               |
| 14     | Wlady, DJ Jad, Corona and Ice MC | "Questa volta"        |
| 15     | Kida                             | "Invincibile"         |
| 16     | Dez                              | "Freedom"             |
| 17     | Pago                             | "Il protagonista"     |

## In Malmö
San Marino trad aan in de tweede halve finale op donderdag 9 mei 2024, het land wist zich niet te kwalificeren voor de finale. 